# Universität Tampere

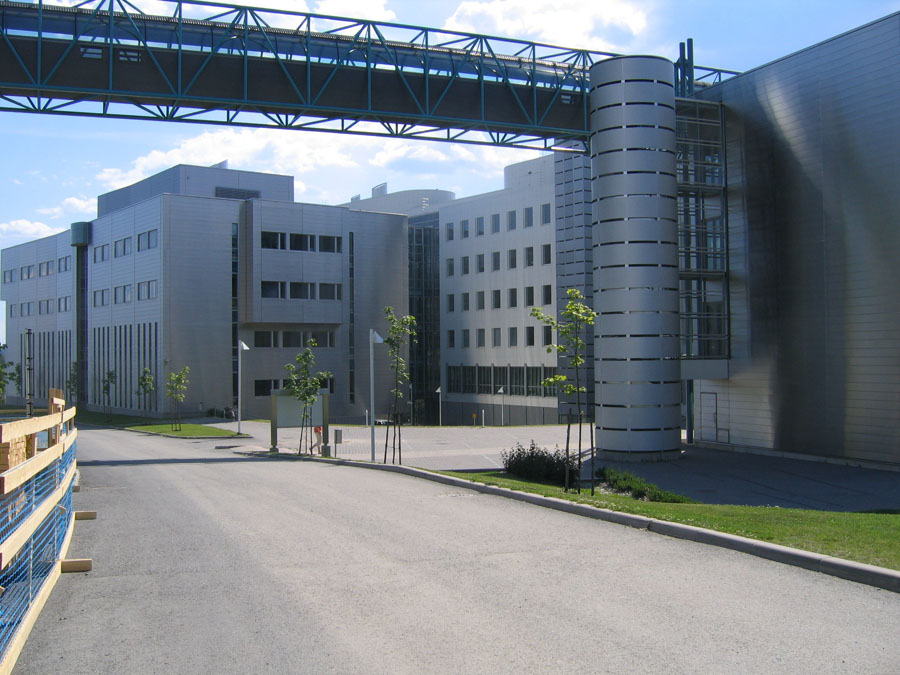
Universität Tampere

Die Universität Tampere (finnisch Tampereen yliopisto) ist eine staatliche Universität in Tampere, Finnland. Sie hat ungefähr 20.000 Studierende und gut 5.000 Angestellte.
Am 1. Januar 2019 haben sich die Universität Tampere und die Technische Universität Tampere zu der neuen Universität Tampere vereinigt. Die neue Universität ist auch der Hauptaktionär der Fachhochschule Tampere (Tampere University of Applied Sciences.)

## Fakultäten
Universität Tampere hat sieben Fakultäten:
- Fakultät für bauliche Umwelt (BEN)
- Fakultät für Erziehungswissenschaft und Kultur (EDU)
- Fakultät für Informationswissenschaft und Kommunikation (ITC)
- Fakultät für Management und Wirtschaft (MAB)
- Fakultät für Medizin und Gesundheitstechnik (MET)
- Fakultät für Sozialwissenschaften (SOC)
- Fakultät für Technologie und Naturwissenschaften (ENS)